# Luka Sorkočević
Luka Ignacije Antunov Sorkočević (tal. Luca Sorgo; Dubrovnik, 13. siječnja 1734. – Dubrovnik, 11. rujna 1789.), hrvatski skladatelj, iz dubrovačke patricijske obitelji Sorkočević.

## Životopis
Glazbenu naobrazbu stekao je u Dubrovniku i Rimu. Obavljao je diplomske dužnosti te zastupao Dubrovačku Republiku u pregovorima s Francuskom i kod Josipa II. u Beču. 
Ujak Toma Basiljevića i brat erudita Miha Sorkočevića.
Skladanjem se bavio u mladosti i to od 1754. do 1770. U tom je razdoblju napisao sva svoja, uglavnom instrumentalna, djela koja nam autora predstavljaju kao izrazita simfoničara. Zapravo je bio prvi hrvatski skladatelj simfonija, a stvarao je pod izrazitim utjecajem talijanske pretklasične simfonije. Svi autografi i rukopisi njegovih skladbi pohranjeni su u samostanu Male braće u Dubrovniku. Njegove skladbe pripadaju antologijskim dosezima hrvatske pretklasične glazbe. Održavao je veze s uglednim suvremenicima (Fortis, Haydn, Gluck, Bajamonti), te je napisao dnevnik sa zanimljvim napomenama o suvremenicima koje je susretao na putovanjima. Kao obrazovani ljubitelj lijepe knjige i mecena, priređivao je u svom dvorcu brojne literarne akademije i koncerte. U posljednjim godinama života zapao je u jaku melankoliju koju je okončao samoubojstvom, bacivši se s prozora svoje kuće, današnjeg Biskupskog dvora.
Umjetnička škola u Dubrovniku nosi ime Luke Sorkočevića.